# Čekovce
Čekovce és un poble i municipi d'Eslovàquia. Es troba a la regió de Banská Bystrica.

## Història
La primera menció escrita de la vila es remunta al 1391.

## Demografia
| Godina             | 1994 | 2004    | 2014   | 2024   |
| ------------------ | ---- | ------- | ------ | ------ |
| Nombre de persones | 515  | 420     | 455    | 447    |
| Diferència         |      | −18,44% | +8,33% | −1,75% |

| Godina             | 2023 | 2024   |
| ------------------ | ---- | ------ |
| Nombre de persones | 435  | 447    |
| Diferència         |      | +2,75% |